# الصوفية في باكستان

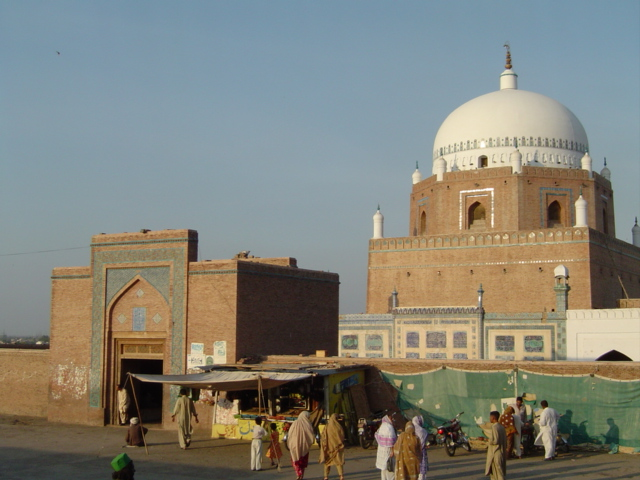
قبر بهاء الدين زكريا في ملتان.

الصوفية لها تاريخ معروف في باكستان وعلى مستوى منطقة جنوب آسيا الكبرى، التي تطورت لأكثر من 1000 سنة. اليوم، يوجد الآلاف من الأضرحة الصوفية التي تنتشر في باكستان.

## التأثير المعاصر
هناك مستويين من التصوف في باكستان. الأول هو التصوف «الشعبوي» لسكان الريف. هذا المستوى من التصوف ينطوي على الاعتقاد في الشفاعة من خلال القديسين، تبجيل الأضرحة وتشكيل الروابط مع بير (قديس). كثير من المسلمين الباكستانيين في المناطق الريفية يرتبطون بالبيرة ويسعون إلى شفاعتهم المستوى الثاني من التصوف في باكستان هو «التصوف الفكري» الذي ينمو بين السكان الحضريين والمتعلمين. وهم يتأثرون بكتابات الصوفية مثل الغزالي، المصلح الصوفي الشيخ أحمد السرهندي وشاه ولي الله.

## الهجمات على الأضرحة الصوفية
التصوف هو تقليد إسلامي له تاريخ طويل وشعبية كبيرة في باكستان. وتتركز الثقافة الصوفية الشعبية في التجمعات الليلية التي تعقد يوم الخميس في الأضرحة والمهرجانات السنوية التي تتميز بالموسيقى والرقص الصوفي. وقد تداخلت تعاليم الإسلام الصوفية مع الممارسات القبلية الشعبية الوثنية في باكستان وبقية جنوب آسيا لإنتاج تقاليد متميزة لا تعتبر معتقدات إسلامية. معظم الأصوليين الإسلاميين ينتقدون طابعها الشعبي، الذي في رأيهم لا يعكس بدقة تعاليم وممارسة النبي وصحبه.
منذ آذار / مارس 2005، قتل 209 أشخاص وأصيب 560 شخصا في 29 هجوما إرهابيا مختلفا استهدفت مزارات مخصصة للقديسين الصوفيين في باكستان، وفقا للبيانات التي جمعها مركز التعاون والتعلم في مجال البحوث الإسلامية (سيركل). واعتبارا من عام 2010، ازدادت الهجمات عام تلو الآخر. وتعزى الهجمات عموما إلى المنظمات المسلحة المحظورة.
كان ضريح شهوان شريف موقع تفجير انتحاري في عام 2017 نفذته داعش.

## الطرق الصوفية

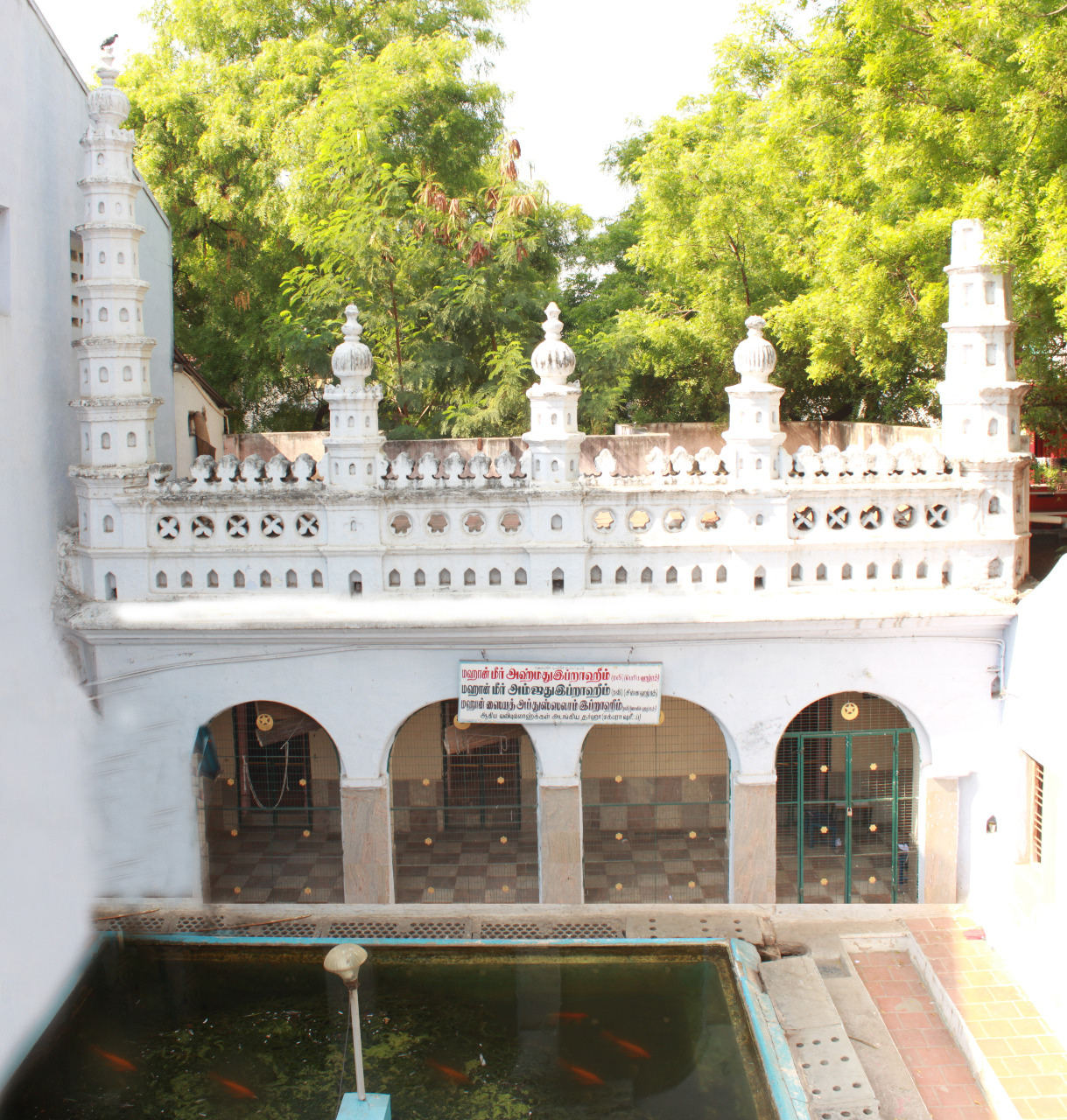
مقبرة مادواري.

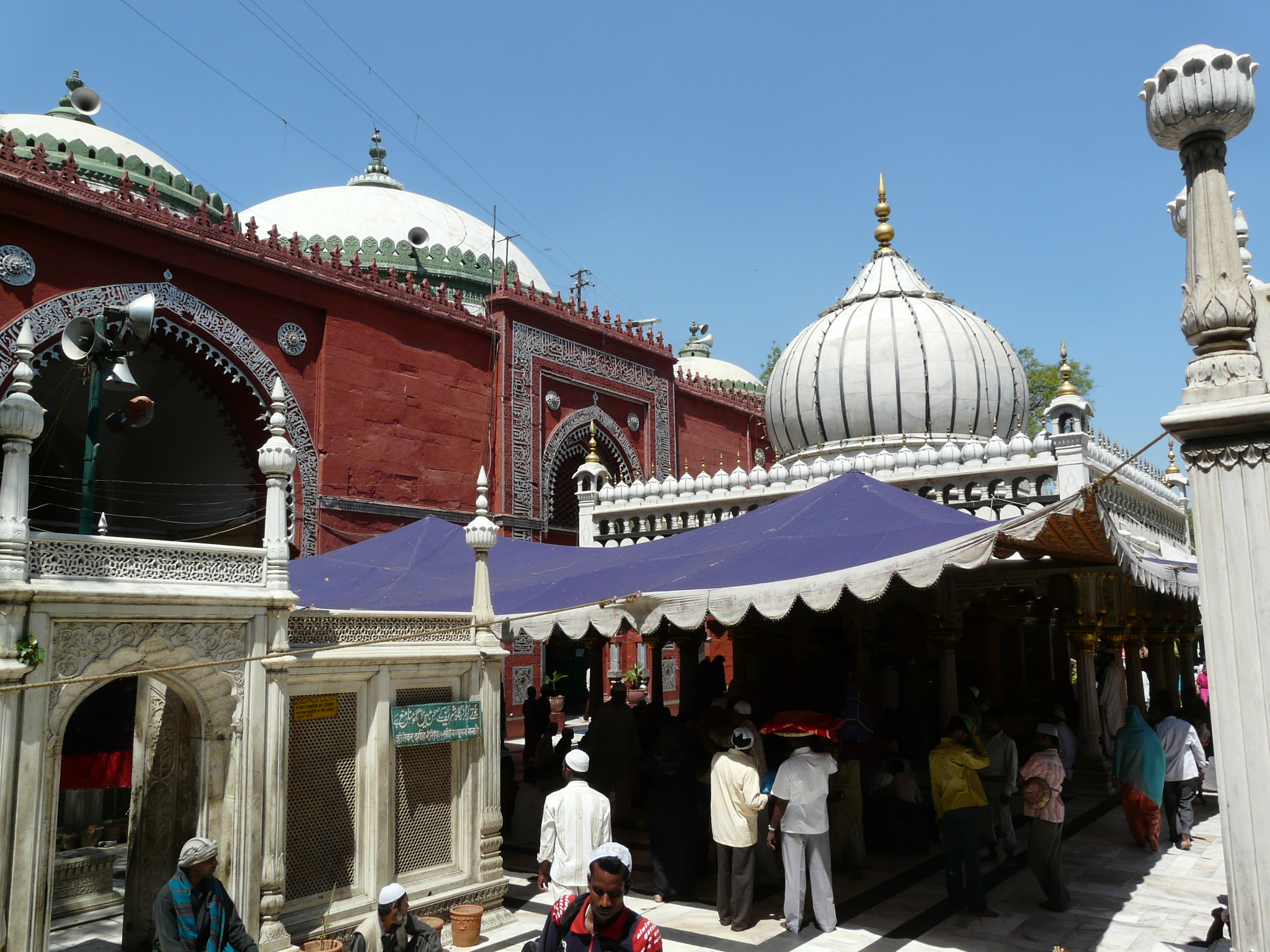
مقبرة نظام الدين أولياء (يمين) جامع خانا (الخلف).

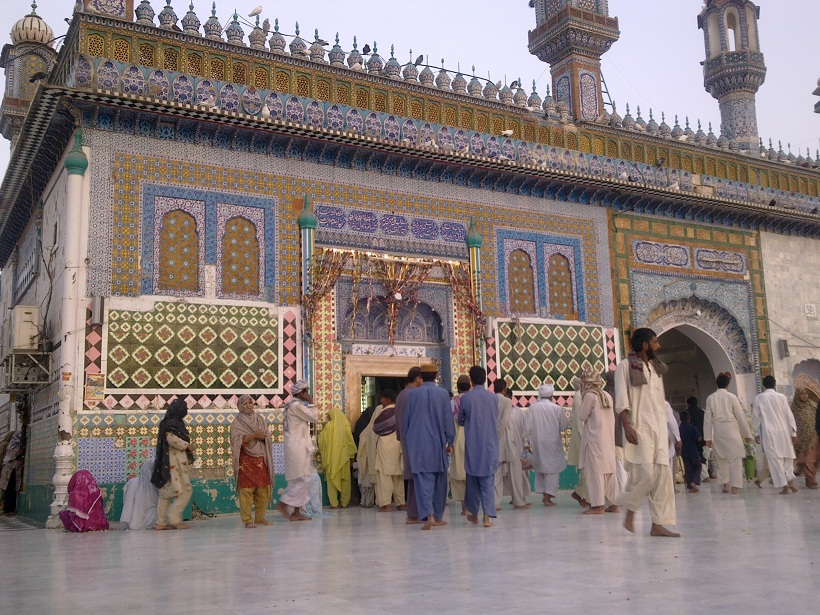
ضريح السلطان باهو بالقرب من جهانغ، باكستان.

### التشيشتية
حتى يومنا هذا، يزور المسلمون وغير المسلمين مقبرة موينو الدين تشيشتي الشهيرة؛ فقد أصبحت مكانًا سياحيًا ووجهة للحج. إيشك نوري تاريكا هو التعبير المعاصر التطوري لمسار تشيشتي الروحي التقليدي، الذي أنشئ في لاهور، باكستان في الستينيات.

### نربخشية
نربخشية النظام الصوفي موجودة في منطقة بلتستان في غلغت بلتستان.